# François-Marie Luzel
François-Marie Luzel, en bretón Fañch an Uhel (Keramborgne, Côtes-d'Armor 1821 - 1895) fue un erudito y etnógrafo bretón de origen campesino. Estudió la cultura celta en Rennes, donde conoció a Paul Sébillot. Entre 1844 y 1863 se dedicó a recoger las canciones populares bretonas. En 1872 participó en el congreso de la Asociación Bretona en Sant Brieg, dónde certifica la autenticidad del Barzaz Breiz de Théodore Hersart de la Villemarqué, en contra de la opinión de otros expertos como Francis Gourvil.

## Obra
- Sainte-Tryphine et le roi Arthur, Quimperlé, Clairet (1863)
- Bepred Breizad. Toujours Breton, Poésies bretonnes, Morlaix, Haslé (1865).
- Chants et chansons populaires de la Basse-Bretagne, Soniou (2 volumes) et Gwerziou (2 volumes) (1868-1890).
- Contes et Récits populaires des Bretons armoricains (1869), nouvelle édition : PUR, Terre de Brume (1996),
- De l'authenticité des chants du Barzaz-Breiz de M. de La Villemarqué Saint-Brieuc, Guyon (1872)
- Chants et chansons populaires de la Basse-Bretagne, Gwerziou II (1874)
- Veillées bretonnes (1979) (nueva edición: PUR et Terre de Brume, 2002, texto presentado y establecido por Françoise Morvan).
- Légendes chrétiennes de Basse-Bretagne Paris, Maisonneuve (1881)
- La Vie de Saint Gwennolé, Quimper, Cotonnec (1889)
- Chants et chansons populaires de la Basse-Bretagne, Soniou (1890)
- Kontadennou ar Bobl e Breiz-Izel Quimper, Le Goaziou (1939)
- Ma C'horn-Bro. Soniou ha gwerziou Quimper, Le Goaziou (1943). La lectura de algunas piezas de la antología lleva a algunos críticos a ver en el autor el símbolo del antinacionalismo virulento. En cuanto al poema Breizad ez oun lleva indefectiblemente a pensar en una persona que no parece representar el ideal del autor.
- Gwerzioù kozh Breizh, col. “Studi ha dudi”, Al Liamm, 1970.
- Kontadennou ar Bobl (5 volúmenes), Al Liamm, (1984 - 1994)
- Contes traditionnels de Bretagne, 6 volúmenes (1994-1995), An Here-Hor Yezh-Mouladurioù Hor Yezh
- Journal de route et lettres de mission, Presses universitaires de Rennes et Terre de Brume, Rennes (1994)
- Contes bretons, PUR et Terre de Brume, Rennes (1994),
- Contes inédits Tome I, PUR et Terre de Brume, Rennes (1994)
- Contes du boulanger, PUR et Terre de Brume, Rennes (1995),
- Contes inédits Tome II, PUR et Terre de Brume, Rennes (1995)
- Contes retrouvés Tome I, PUR et Terre de Brume, Rennes (1995)
- Correspondance Luzel-Renan, PUR et Terre de Brume, Rennes (1995)
- Nouvelles Veillées bretonnes, PUR et Terre de Brume, Rennes (1995) (edición Françoise Morvan).
- Contes inédits Tome III, Carnets de collectage, PUR et Terre de Brume, Rennes (1996),
- En Basse-Bretagne (impressions et notes de voyage), Hor Yezh, 1996, ISBN 2-910699-17-X
- "Notes de voyage en Basse-Bretagne", PUR et Terre de Brume, Rennes (1997)
- Contes retrouvés Tome II, PUR et Terre de Brume, Rennes (1999)
- Sainte Tryphine et le roi Arthur , PUR et Terre de Brume (2002)

- Datos: Q1989914
- Multimedia: François-Marie Luzel / Q1989914